# Jan Duda (ur. 1960)
Jan Wiesław Duda (ur. 17 maja 1960 w Nowym Sączu) – polski rolnik, działacz związkowy, polityk i samorządowiec, poseł na Sejm VIII i IX kadencji.

## Życiorys
Ukończył w 1982 Pomaturalne Studium Samochodowe w Nowym Sączu. W 1977 zajął się prowadzeniem własnego gospodarstwa rolnego w Gołkowicach Górnych, był również naczelnikiem w ochotniczej straży pożarnej. Od końca lat 70. współpracował z opozycją demokratyczną, zajmował się dystrybucją wydawnictw drugiego obiegu. W 1980 zaangażował się w tworzenie struktur NSZZ Rolników Indywidualnych „Solidarność”. Po wprowadzeniu stanu wojennego prowadził kolportaż publikacji podziemnych (m.in. „Wiadomości Nowosądeckich” i „Tygodnika Mazowsze”), organizował akcje ulotkowe i spotkania informacyjne. Kilkakrotnie za prowadzoną działalność był zatrzymywany, a dwukrotnie karany grzywną przez kolegia ds. wykroczeń.
Po przemianach politycznych był wiceprzewodniczącym rady wojewódzkiej NSZZ RI „Solidarność”. Zajął się dodatkowo prowadzeniem własnej działalności gospodarczej. Był wydawcą lokalnych czasopism i prezesem zarządu Sądeckiej Fundacji Rozwoju Wsi i Rolnictwa. Członek zespołu redakcyjnego czasopisma „Ozeon”.
W 1991 bez powodzenia ubiegał się o mandat senatora. Działał w Porozumieniu Centrum, Stronnictwie Ludowo-Chrześcijańskim, a od 1993 należał do Zjednoczenia Chrześcijańsko-Narodowego. W latach 1998–2002 był radnym powiatu nowosądeckiego z ramienia Akcji Wyborczej Solidarność i pierwszym przewodniczącym rady powiatu.
Później związał się z Prawem i Sprawiedliwością. W wyborach parlamentarnych w 2015 z listy PiS kandydował do Sejmu w okręgu wyborczym nr 14. Uzyskał mandat posła VIII kadencji, otrzymując 9110 głosów. W wyborach parlamentarnych w 2019 z powodzeniem ubiegał się o reelekcję, został posłem na Sejm IX kadencji, uzyskując 11 579 głosów. Nie kandydował w kolejnych wyborach w 2023. W 2024 uzyskał mandat radnego Sejmiku Województwa Małopolskiego VII kadencji.

## Odznaczenia
W 2022 został odznaczony Krzyżem Wolności i Solidarności i Krzyżem Kawalerskim Orderu Odrodzenia Polski.

## Życie prywatne
Zawarł związek małżeński z Małgorzatą. Ma trójkę dzieci: Macieja, Marcina oraz Katarzynę.